# Smukała (stacja kolejowa)
Smukała – zlikwidowana stacja kolei wąskotorowej należąca do Bydgosko-Wyrzyskich Kolei Dojazdowych, położona na terenie obecnego osiedla Smukała (dawniej – wsi Opławiec). Stacja pełniła ważną rolę w regionalnym ruchu wąskotorowym (biegło stąd odgałęzienie linii w kierunku wschodnim), głównie towarowym oraz – dzięki atrakcyjnemu położeniu wśród lasów i w pobliżu Brdy – także turystycznym. W budynku stacyjnym działała oprócz tego restauracja. Po II wojnie światowej znaczenie stacji, jak i całej sieci zaczęło maleć (duży wpływ na to miało wysadzenie mostów na Brdzie). Ostatecznie zamknięto ją w roku 1970.